# Condorodon
Condorodon is een geslacht van uitgestorven zoogdieren uit de Cañadón Asfalto-formatie uit het Vroeg-Jura van het Cañadón Asfalto-bekken in Patagonië, Argentinië. 

## Naamgeving
De typesoort is Condorodon spanios, beschreven door Leandro Gaetano en Guillermo Rougier in 2012. De geslachtsnaam verbindt een verwijzing naar de vindplaats Cerro Cóndor me een Grieks odoon, 'tand'. De soortaanduiding is het Grieks spanios, 'schaars'.
Het holotype is  MPEF-PV 2365, een onderste linkerkies.

## Beschrijving
De molariformen zijn overdwars afgeplat met vijf knobbels op een rij in de lengterichting.

## Fylogenie
Condorodon, een van de enige twee bekende Zuid-Amerikaanse eutriconodonten, verschilt van de wat oudere Argentoconodon, een familielid van Volaticotherium, in de morfologie van de molariforme tanden. Het is nauw verwant aan de amphilesthere Tendagurodon uit het Laat-Jura van de Tendaguru-formatie van Tanzania, Afrika.